# Bečov
Bečov (in tedesco Hochpetsch) è un comune della Repubblica Ceca facente parte del distretto di Most, nella regione di Ústí nad Labem.